# Kanton Fauquembergues
Kanton Fauquembergues (francouzsky Canton de Fauquembergues) byl francouzský kanton v departementu Pas-de-Calais v regionu Nord-Pas-de-Calais. Tvořilo ho 18 obcí. Zrušen byl po reformě kantonů 2014.

## Obce kantonu
- Audincthun
- Avroult
- Beaumetz-lès-Aire
- Bomy
- Coyecques
- Dennebrœucq
- Enguinegatte
- Enquin-les-Mines
- Erny-Saint-Julien
- Fauquembergues
- Febvin-Palfart
- Fléchin
- Laires
- Merck-Saint-Liévin
- Reclinghem
- Renty
- Saint-Martin-d'Hardinghem
- Thiembronne